# معركة السماوة 2004
**معركة السماوة 2004**
- **التاريخ:** صيف 2004
- **البلد:** العراق
- **الموقع:** مدينة السماوة، محافظة المثنى
- **المتحاربون:** جيش المهدي بقيادة مقتدى الصدر (1,500–3,000 مقاتل) ضد القوات الأمريكية والعراقية الموالية للاحتلال (1,000–1,500 جندي)
- **النتيجة:** لم تتحقق السيطرة الكاملة للقوات الأمريكية، واستمر جيش المهدي في الحفاظ على وجوده ونفوذه في المدينة.
- **الخسائر:** جيش المهدي 50–100 قتيل و200–400 جريح، القوات الأمريكية والعراقية 20–50 قتيل و50–100 جريح، المدنيون 10–30 قتيل وعشرات الجرحى.